# Xidazoon
 (avril 2016).
Si vous disposez d'ouvrages ou d'articles de référence ou si vous connaissez des sites web de qualité traitant du thème abordé ici, merci de compléter l'article en donnant les références utiles à sa vérifiabilité et en les liant à la section « Notes et références ».
Xidazoon stephanus
Genre
Espèce
Xidazoon est un genre éteint créé en 1999 pour des fossiles correspondant à un petit animal marin, baptisé Xidazoon stephanus découvert en Chine. Cet animal date du Cambrien inférieur et a été découvert dans les schistes de Maotianshan.

## Systématique
Le genre Xidazoon et l'espèce Xidazoon stephanus ont été décrits en 1999 par De-gan Shu (d), Simon Conway Morris et Xingliang Zhang (d) dans une publication originale coécrite avec L. Chen , Y. Li et J. Han.

## Description
Le corps de l'animal est séparé en deux parties. La partie antérieure est modérément enflée, avec une bouche proéminente. Il a de légères divisions transversales vers l'avant, mais est généralement lisse. La bouche se compose d'une trentaine de plaques divisées en une région externe et une interne. La section antérieure possède en outre cinq structures sur chaque flancs, interprétés comme étant des branchies, et une région sombre aux marges ventrales et postérieures, interprétées comme étant un endostyle.
Vu l'état dans lequel la portion antérieure a été retrouvée, on peut déduire qu'elle était principalement creuse. En ce qui concerne la partie postérieure, elle prend a peu près la forme d'un losange et est divisée en six segments couverts de cuticules et de trois autres moins bien définis à l'extrémité antérieure. La pointe postérieure est nantie de courtes épines. Les auteurs (Shu, et al., 1999) décrivent un canal alimentaire avec des ouvertures terminales et un rectum possédant ce qui pourrait bien être des muscles dilatateurs.

## Étymologie
Le nom générique, Xidazoon, est une abréviation chinoise de la Northwest University (d), une université chinoise dans la province Shaanxi dont font partie les auteurs de la publication à l'exception de Simon Conway Morris.
Son épithète spécifique, stephanus, dérive du grec ancien στέφανος, stéphanos, « couronne ».

## Publication originale
- (en) D. Shu, S. Conway Morris, X-L. Zhang, L. Chen, Y. Li et J. Han, « A pipiscid-like fossil from the Lower Cambrian of south China », Nature, NPG et Springer Science+Business Media, vol. 400, no 6746,‎ août 1999, p. 746-749 (ISSN 1476-4687 et 0028-0836, OCLC 01586310, DOI 10.1038/23445, lire en ligne).